# Sannazzaro de' Burgondi
Sannazzaro de' Burgondi é uma comuna italiana da região da Lombardia, província de Pavia, com cerca de 5.796 habitantes. Estende-se por uma área de 23 km², tendo uma densidade populacional de 252 hab/km². Faz fronteira com Bastida de' Dossi, Corana, Dorno, Ferrera Erbognone, Mezzana Bigli, Pieve Albignola, Scaldasole, Silvano Pietra.

## Demografia
| Variação demográfica do município entre 1861 e 2011                               |
|                                                                                   |
| Fonte: Istituto Nazionale di Statistica (ISTAT) - Elaboração gráfica da Wikipedia |